# Isla de la Mula
Isla de la Mula är en ö i Mexiko. Den ligger i delstaten Tamaulipas, i den östra delen av landet. Arean är 1,6 kvadratkilometer.